# Route nationale 583
Die N583 war von 1933 bis 1973 eine französische Nationalstraße, die zwischen der N107 10 Kilometer südlich von Florac und der N107 in Saint-Jean-du-Gard verlief. Ihre Länge betrug 46 Kilometer. Sie stellt damit eine Alternative zur N107 dar. Während sie den Corniche des Cévennes nördlich umlief, nutzte die N107 eine südliche Route. Später wurde die Nummer N583 für eine Verbindung von der N83 zur A36 östlich des Stadtzentrums von Belfort benutzt. Seit 2006 trägt sie die Nummer D586.